# ГЕС Tàipíngshào
ГЕС Tàipíngshào (太平哨水电站) — гідроелектростанція на північному сході Китаю у провінції Ляонін. Знаходячись між ГЕС Huílóngshān (вище по течії) та ГЕС Shuānglǐng (35 МВт), входить до складу каскаду на річці Hunjiang, правій притоці Ялуцзян (утворює кордон між Китаєм та Північною Кореєю і відноситься до басейну Жовтого моря). 
У межах проекту річку перекрили бетонною гравітаційною греблею висотою 44 метра та довжиною 547 метрів. Крім того, знадобилась допоміжна споруда того ж типу висотою 12 метрів, довжиною 308 метрів та шириною по гребеню 2 метра. Разом вони утримують витягнуте на 35 км водосховище з площею поверхні 13,2 км2 та об’ємом 164 млн м3 (корисний об’єм 19 млн м3), в якому приупстиме коливання рівня поверхні у операційному режимі між позначками 190 та 191,5 метра НРМ (під час повені рівень може зростати до 196,5 метра НРМ, а об’єм – до 209 млн м3). 
Зі сховища через прокладений у лівобережному масиві дериваційний тунель ресурс подається до розташованого за 0,7 км машинного залу, при цьому відстань між останнім та греблею по руслу річки становить 13,5 км.
Станцію обладнали чотирма турбінами типу Френсіс потужністю по 40,3 МВт, які використовують напір у 36 метрів та забезпечують виробництво 430 млн кВт-год електроенергії на рік.